# 大館市立城南小学校
大館市立城南小学校（おおだてしりつ じょうなんしょうがっこう）は、秋田県大館市桜町にある公立小学校。市の中心部に位置する。

## 沿革
- 1874年（明治7年）4月24日 - 中城学校玉林寺を借り、創設。
- 1875年（明治8年）8月 - 玉林寺中城学校跡に西街学校創立。
- 1883年（明治16年）6月 - 中城・西街両校合併、大館小学校となる。
- 1892年（明治25年）4月 - 大館尋常高等小学校と改称。
- 1908年（明治41年）4月 - 大館女子尋常高等小学校と改称。
- 1910年（明治43年）12月 - 大館女子尋常高等小学校校舎を部垂町に新築。
- 1915年（大正4年）
  - 5月 - 校旗制定。
  - 11月 - 校歌制定。
- 1929年（昭和4年）11月 - 新体操場落成。
- 1940年（昭和15年）4月1日 - 大館第三尋常小学校（現:有浦小学校）が創立され、長木川以北の地域から通う児童を大館第三尋常小学校に移籍[1]。
- 1941年（昭和16年）4月 - 国民学校令により、大館町大館女子国民学校と改称。
- 1945年（昭和20年）4月 - 男女共学となり、大館城南国民学校と改称。
- 1947年（昭和22年）4月 - 学制改革により、大館町立城南小学校と改称。
- 1948年（昭和23年）
  - 4月 - 城南小学校PTA創立。
  - 6月 - 校章制定。
- 1950年（昭和25年）
  - 10月 - 新校歌制定。
  - 11月 - 城南図書館ができる。
- 1951年（昭和26年）4月1日 - 大館町の市制施行により、大館市立城南小学校と改称。
- 1958年（昭和33年）9月 - 城西小学校が創立され、学区が一部変更になる。
- 1961年（昭和36年）5月 - 鼓笛隊ができる。
- 1967年（昭和42年）3月 - 昭和41年42会より、校旗が寄贈される。
- 1970年（昭和45年）
  - 4月 - 特殊学級開設。
  - 6月 - 新校舎竣工。トランペット鼓笛隊ができる。
- 1973年（昭和48年）12月 - 給食棟が完成し、完全給食開始。
- 1974年（昭和49年）
  - 4月 - 学校図書館後援会発足。
  - 10月 - 創立100周年記念式典挙行。
- 1975年（昭和50年）9月 - 創立100周年記念国旗掲揚塔完成。
- 1978年（昭和53年）12月 - 米飯給食開始（毎週金曜日実施）。54年4月創意工夫育成優秀校として科学技術庁長官賞受賞。
- 1979年（昭和54年）7月 - プール（25m、8コース、アルミニウム製）。
- 1985年（昭和60年）10月 - 屋根付き土俵完成。
- 1993年（平成5年）9月 - 金管バンド、カラーガーズユニフォーム新調。
- 1994年（平成6年）4月 - 創立120周年記念式典挙行。
- 1995年（平成7年）
  - 4月 - この年度より学校週五日制の拡大により、第2土曜日に加えて第4土曜日も休業日となる。
  - 5月 - プール全面塗装。
  - 11月 - 学習発表会の食堂・バザーの利益金で体育館に暗幕を設置。
- 1996年（平成8年）8月 - コンピューター21台導入。
- 1998年（平成10年）
  - 4月 - 上川沿小学校改築に伴い、学区が一部変更となる。
  - 8月 - 普通教室床張替工事施工。
- 2002年（平成14年）
  - 3月 - 学習発表会の食堂・バザー利益金で児童玄関に防犯カメラを設置。
  - 4月 - 学校週5日制完全実施。
  - 12月 - 全校制作のドリーム壁画完成（体育館）。
- 2003年（平成15年）10月 - ベルマークで「登り棒」を購入。
- 2005年（平成17年）3月 - ステージ演台新装（卒業記念）。
- 2006年（平成18年）
  - 2月 - コンピュータ58台導入。
  - 3月 - ステージ演台校章新装（卒業記念）。
  - 9月 - 水回り（給水）大改修。
- 2010年（平成22年）8月 - 教室の照明設備・受変電設備工事。
- 2011年（平成23年）7月 - この月から12月まで、校舎の耐震工事実施。
- 2012年（平成24年）11月 - 体育館校歌額補修。
- 2013年（平成25年）
  - 6月 - 体育館健康十訓額補修 。
  - 7月 - この月から10月まで、体育館耐震補強工事実施。
- 2014年（平成26年）4月 - 開校140周年記念集会開催。
- 2020年（令和2年）10月 - ギガスクール構想実施により、1人1台のタブレット導入（計347台納入）。
- 2024年（令和6年）
  - 4月23日 - 開校150周年記念集会開催。
  - 5月30日 - 開校150周年記念航空写真撮影実施。

## 施設概要
主な施設。校地面積は14,675.01平方メートルである。
- 校舎（7,122.64 m2[2]） - 1968年度竣工の鉄筋コンクリート造3階建てと、1970年竣工の鉄骨造2階建てで構成される[3]。
- 屋内運動場（901 m2） - 鉄骨造2階建て[3]
- プール
- 校庭

## 通学区域
- 桂城
- 金坂
- 赤館
- 部垂町
- 桜町
- 相染町
- 向町
- 一心町
- 谷地町
- 南町
- 田代町（1区〜4区）
- 中町
- 馬喰町
- 柄沢（東たつみ団地と山王台団地を除く）
- 東台（1区〜4区）
- 市営新町住宅
- 市営中町住宅
- 市営向町住宅
- 旭ヶ丘
- 長根山
- 仲見世
- 曙町

出典：

## 進学先中学校
- 大館市立第一中学校（大館市北神明町）[4]

## アクセス

### 鉄道
- JR東日本花輪線 - 東大館駅から徒歩で約16分（約1km強）

### バス
- 秋北バス
  - 「城南小学校前」停留所下車後、徒歩約2分・約115m。
    - 鳳鳴高校前発市立病院・大館駅前方面行のみ停車。

  - 「大館市役所前」停留所下車後、徒歩約5分・約335m。
    - 大館駅前・市立病院方面発鳳鳴高校前行のみ停車。なお、学校正門から停留所まで直線距離では約125mほどだが、道路形状の関係で遠廻りとなる。

## 周辺
- 大館市立城南保育園 - 大館市道をはさんで、敷地が隣接。かつ、進学前保育園のひとつ。
- 大館市民文化会館 - 大館市道をはさんで、敷地が隣接。
- 大館市中央公民館 - 大館市道をはさんで、敷地が隣接。
- 大館郵便局
- 大館市役所本庁舎
- 秋田地方裁判所大館支部
- 秋田家庭裁判所大館支部
- 大館簡易裁判所
- 国道7号線

## 著名な出身者
- いずみ尚 - 俳優・声優
- 大丸拓郎 - NASAジェット推進研究所（NASAJPL）エンジニア[5]
- 藤盛由果 - 秋田朝日放送アナウンサー[6]